# Rimska arhitektura
Rímska arhitektúra (latinsko Architectura Romana) je sprejela zunanji jezik klasične grške arhitekture za namene starodavnih Rimljanov, vendar se je od grških stavb razlikovala in postala nov arhitekturni slog. Oba sloga se pogosto veljata za klasično arhitekturo. Nastajala je v Rimski republiki in še bolj pod cesarstvom, ko je bila zgrajena velika večina preživelih stavb. Uporabljala je nove materiale, zlasti beton in novejše tehnologije, kot sta lok in kupola, da bi bile zgradbe močne in dobro zgrajene. Številni so ostanki v kakšni obliki po celotnem bivšem cesarstvu, včasih popolni in še vedno v uporabi.
Rimska arhitektura pokriva obdobje od ustanovitve Rimske republike v 509 pr. n. št. do okoli 4. stoletja našega štetja, po katerem se prerazporedi v pozno antično ali bizantinsko arhitekturo. Skoraj nobenih bistvenih primerov ni ohranjenih izpred približno 100 let pr. n. št., večina glavnih ostankov je iz poznejšega imperija po približno letu 100. Rimski arhitekturni slog je še po več stoletjih vplival na gradnjo na območju nekdanjega cesarstva, slog, ki se v Zahodni Evropi začne okoli leta 1000 in se imenuje romanska arhitektura, ter odraža to odvisnost od osnovnih rimskih oblik.
Rimljani so začeli ustvarjati izvirnost v arhitekturi okoli začetka imperialnega obdobja, potem ko so združili vidike svoje prvotne etruščanske arhitekture z drugimi, ki so jih vzeli iz Grčije, vključno z večino elementov sloga, ki ga zdaj imenujemo klasična arhitektura. Premaknili so se iz konstrukcije, ki je bila večinoma zasnovana na stebrih in prekladah, ki so temeljile na masivnih stenah, in jih nadomestili z loki in kasneje kupolami, oba sistema sta se zelo razvila prav pod Rimljani. Klasični redi so postali večinoma dekorativni in ne strukturni, razen v kolonadah. Slogovni razvoj je vključeval toskanske in kompozitne sloge, pri čemer je prvi skrajšana, poenostavljena varianta dorskega sloga in kompozitni, ki ima cvetlično okrasje korintskega in volute jonskega sloga. V obdobju od približno 40 pr. n. št. do približno leta 230, je nastala večina največjih dosežkov, to je pred krizo tretjega stoletja in kasnejšimi težavami, ki so zmanjšale bogastvo in organizacijsko moč centralne vlade.
Rimljani so zgradili velike javne zgradbe in inženirske konstrukcije in so bili odgovorni za pomemben razvoj stanovanj in javne higiene, na primer njihova javna in zasebna kopališča in latrine, talno ogrevanje v obliki hipokavsta, zasteklitev s sljudo (primeri v Ostiji Antici), vodovodi s toplo in hladno vodo (primeri v Pompejih in Ostiji).

## Pregled
Kljub tehničnemu razvoju Rimljanov, ki so gradili daleč od osnovne grške koncepcije, kjer so bili potrebni stebri za podporo težkih tramov in streh, so zelo neradi opustiti klasične rede v javnih stavbah, čeprav so ti postali v bistvu dekorativni. Vendar pa niso bili v celoti grško skrbni ampak so imeli veliko svobode.
Inovacije so se začele v 3. ali 2. stoletju pred našim štetjem, z razvojem rimskega betona kot zlahka dobavljivega dodatka za kamen in opeko ali za njihovo zamenjavo. Kmalu so sledile še bolj drzne zgradbe, s številnimi stebri, ki podpirajo široke loke in kupole. Svoboda betona je prav tako navdihnila kolonadni zaslon, vrsto čisto dekorativnih stebrov pred nosilno steno. V manjših strukturah je nosilnost betona osvobodila tloris iz pravokotne celice v bolj prosto oblikovano okolje.
Dejavniki, kot so bogastvo in velika gostota prebivalstva v mestih, so prisilili stare Rimljane, da odkrijejo nove lastne arhitekturne rešitve. Uporaba obokov in lokov, skupaj z dobrim poznavanjem gradbenih materialov, jim je omogočila doseči izjemne uspehe pri gradnji impozantne infrastrukture za javno uporabo. Primeri so rimski akvadukti, Dioklecijanove terme in Karakalove terme, bazilike in Kolosej. Ti so bili reproducirani v manjšem obsegu v najpomembnejših mestih v cesarstvu. Nekatere preživele strukture so skoraj popolne, kot je mestno obzidje Luga v  Tarakonski Hispaniji, zdaj v severni Španiji. Upravna struktura in bogastvo cesarstva sta omogočila zelo velike projekte tudi na lokacijah, ki so bile oddaljene od glavnih centrov , kot tudi pri uporabi suženjskega dela, tako usposobljenih kot nekvalificiranih.
Zlasti pod imperijem je bila arhitektura pogosto politična funkcija, ki je pokazala moč rimske države na splošno in nekaterih posameznikov, odgovornih za gradnjo. Rimska arhitektura je morda dosegla svoj vrhunec pod vladavino Hadrijana, katerega številni dosežki so ponovna izgradnja Panteona v svoji sedanji obliki in pustil pečat v severni pokrajini Anglije s  Hadrijanovim zidom.

### Izvor
Medtem ko so si veliko izposodili iz prejšnje etruščanske arhitekture, kot je uporaba hidravlike in gradnja lokov, je rimska prestižna arhitektura ostala trdno pod vplivom stare grške arhitekture in klasičnimi redi. Ta je sprva prišla iz Magne Graecie, grških kolonij v južni Italiji in posredno iz grškega vpliva na Etruščane, a po rimski osvojitvi Grčije neposredno iz najboljših klasičnih in helenističnih primerov v grškem svetu. Vpliv je očiten na več načinov; na primer pri uvajanju in uporabi tricliniuma v rimskih vilah kot prostor in način jedilnice. Rimski graditelji so zaposlovali številne Grke, zlasti v velikem razcvetu gradenj v zgodnjem cesarstvu.

### Rimska arhitekturna revolucija
Rimska arhitekturna revolucija, znana tudi kot betonska revolucija , je predstavljala razširjeno uporabo prej redko uporabljenih arhitekturnih oblik loka, oboka in kupole. Prvič v zgodovini je bil njihov potencial v celoti izkoriščen pri gradnji široke palete gradbenih inženirskih objektov, javnih zgradb in vojaških objektov. Sem spadajo amfiteatri, akvadukti, terme, mostovi, cirkusi, jezovi, kupole, pristanišča in templji.
Ključni dejavnik tega razvoja, ki je zaznamoval trend monumentalne arhitekture, je bil izum rimskega betona (opus caementicium), ki je privedel do osvoboditve oblik iz diktatov tradicionalnih materialov kamna in opeke.
To je omogočilo gradnjo številnih akvaduktov po celotnem cesarstvu, kot so akvadukt v Segoviji, Pont du Gard in enajst akvaduktov v Rimu. Po istem principu so nastali številni mostovi, od katerih so nekateri še vedno v uporabi, na primer Puente Romano v Méridi v Španiji, Pont Julien in most v Vaison-la-Romaine, oba v Provansi v Franciji.
Kupola je dovoljevala gradnjo obokanih stropov brez prečnih pregrad in omogočila širok javni prostor, kot so javne terme in bazilike.
Rimljani so najprej sprejeli lok od Etruščanov. Uporaba lokov, ki so izvirali neposredno iz vrhov stebrov, je bil rimski razvoj, ki je bil viden iz 1. stoletja n. št., in je bil zelo široko sprejet v srednjeveški zahodni, bizantinski in islamski arhitekturi.

### Kupole
Rimljani so bili prvi graditelji v zgodovini arhitekture, ki so spoznali potencial kupol za ustvarjanje velikih in dobro opredeljenih notranjih prostorov. Kupole so bile uvedene v številnih rimskih zgradbah, kot so templji, terme, palače, mavzoleji in kasneje tudi cerkve. Pol-kupole so postale prednostni arhitekturni element in so bile sprejete kot apside v krščansko versko arhitekturo.
Monumentalne kupole so se začele pojavljati v 1. stoletju pred našim štetjem v Rimu in provincah okoli Sredozemskega morja. Skupaj z oboki so postopoma zamenjale tradicionalno konstrukcijo iz stebrov in arhitrava. Gradnjo kupol je močno olajšal izum betona. Njihove velike dimenzije so ostale nepremagane do uvedbe strukturnih jeklenih okvirov konec 19. stoletja.).

## Vpliv na poznejšo arhitekturo
Rimska arhitektura je dobila osnovni besednjak predromanske in romanske arhitekture in se razširila po krščanski Evropi, kar je precej preseglo stare meje cesarstva, tudi na Irsko in v Skandinavijo. Na vzhodu je bizantinska arhitektura razvila nove sloge v cerkvah, vendar je večina drugih stavb ostala zelo blizu poznorimskim oblikam. Enako je mogoče povedati za vrsto islamske arhitekture, kjer se rimske oblike še dolgo pojavljajo, zlasti v zasebnih stavbah, kot so hiše in turške kopeli, ter inženirske gradnje, kot so utrdbe in mostovi.
V Evropi je italijanska renesansa obudila pravilne klasične sloge, ki so na začetku temeljili le na rimskih primerih. Vitruvija spoštljivo reinterpretira vrsta arhitekturnih piscev, toskanski in kompozitni red pa sta prvič formalizirana in sicer pet, namesto treh redov (slogov). Po razkošju baročne arhitekture je neoklasicistična arhitektura 18. stoletja ponovno obudila čistejšo različico klasičnega sloga in prvič dodala neposredni vpliv grškega sveta.
Razvili so številne lokalne klasične sloge, kot so paladijevska arhitektura, jurijanska arhitektura in regentska arhitektura v angleško govorečem svetu, v Združenih državah Amerike pa zvezna arhitektura, kasneje trakast klasicizem in PWA Moderne.
Rimske vplive lahko najdemo danes okoli nas, v bankah, vladnih poslopjih, velikih hišah in celo majhnih hišah, morda v obliki verande z dorskimi stebri in pedimentom ali v kaminu ali mozaiku v prhi, ki izvira iz rimskega izvirnika, pogosto iz Pompejev ali Herkulaneja. Močni stebri, kupole in oboki iz Rima se odzivajo tudi v Novem svetu, kjer jih v Washingtonu vidimo v stavbi Kapitolu, v Beli hiši, v Lincolnovem spomeniku in v drugih vladnih stavbah. Po vseh ZDA so bili sedeži regionalne vlade običajno zgrajeni v rimskih tradicijah, z velikimi stopnišči, ogromnimi kupolami, pozlačenimi ali okrašenimi znotraj z enakimi ali podobnimi temami, ki so bile priljubljene v Rimu.
V Veliki Britaniji se je podobno navdušenje pojavilo tudi v na tisoče neoklasicističnih zgradbah v zadnjih petih stoletjih, tako državniških kot tudi zasebnih, številni podeželski dvorci so v klasičnem slogu, očitni primer pa je Buckinghamska palača.

## Materiali

### Kamen
Marmor ni bil posebej blizu Rimu in so ga tam le redko uporabljali pred Avgustom, ki se je znano pohvalil, da je našel Rim iz opeke in ga je zapustil v marmorju, čeprav je bil to predvsem opeka ali beton. Tempelj Herkula Victorja iz poznega 2. stoletja pr. n. št. je najstarejša izjema v Rimu. Od vladavine Avgusta so bili kamnolomi v Carrari obsežno razviti za kapitele, izkoriščali pa so tudi druge vire okoli cesarstva, zlasti prestižne grške kamnolome, kot je Paros. Travertinski apnenec je bil precej bližje, okoli Tivolija, in so ga uporabljali od konca republike; Kolosej je v glavnem zgrajen iz tega kamna, ki je dobro nosilen, z opečnim jedrom. Okoli cesarstva so bili uporabljeni drugi bolj ali manj lokalni kamni.
Rimljani so bili izjemno navdušeni nad luksuznimi uvoženimi barvnimi kamni, ki so imeli čudovite vzorce; notranjost najpomembnejših stavb je bila zelo pogosto obdana s ploščami teh, ki so jih običajno odstranili tudi tam, kjer je stavba preživela. Uvoz iz Grčije za ta namen se je začel v 2. stoletju pred našim štetjem. 

### Rimska opeka
Rimljani so izdelovali žgano opeko že od začetka cesarstva, ki so nadomestila prejšnjo na soncu sušeno blatno opeko. Rimska opeka je bila skoraj vedno manjša od moderne opeke, vendar je bila izdelana v različnih oblikah in velikostih. Oblike so bile kvadratne, pravokotne, trikotne in okrogle, in največje najdene opeke so merile več kot tri čevlje. Antična rimska opeka je bila na splošno velika 1½ do 1 rimskega čevlja. Obstajajo razlike do 15 inčev. Ostale velikosti opeke v starem Rimu so bile tudi 24" x 12" x 4" in 15" x 8" x 10". Antične rimske opeke najdemo v Franciji velikosti 8" x 8" x 3". Konstantinova bazilika v Trierju je izdelana iz rimskih opek 15" v kvadrat in 1½" debela. Pogosta je očitna razlika (še posebej, kadar so se ohranili le fragmenti) med rimsko opeko, ki se je uporabljala za stene in ploščice, ki so se uporabljale za strešnike ali tla. Tako arheologi včasih raje uporabljajo splošni izraz keramični gradbeni material.
Rimljani so v prvem stoletju svojega cesarstva izpopolnjevali opeko in jo uporabljali povsod v javni in zasebni gradnji. Svoje znanje so črpali povsod, kamor so šli in predstavili obrt lokalnemu prebivalstvu. Rimske legije, ki so upravljale svoje peči, so vpeljale opeko v številne dele imperija; pogosto so jih žigosali z znakom legije, ki je nadzorovala njihovo proizvodnjo. Uporaba opeke v južni in zahodni Nemčiji, na primer, lahko izvira iz tradicij, ki jih je rimski arhitekt Vitruvij že opisal. Na britanskih otokih je uvedba rimske opeke sledila z zamikom med leti 600 in 700 s proizvodnjo večjih opek.

### Rimski beton
Rimski beton (opus caementicium) je hitro nadomestil opeko kot primarni gradbeni material in sledile so bolj drzne zgradbe, z velikimi stebri, ki so podpirali široke loke in kupole namesto gostih vrst stebrov, na katere so položili preklade. Svoboda betona je prav tako navdihnila kolonadni zaslon, vrsto čisto dekorativnih stebrov pred nosilno steno. V manjših strukturah je moč betona spremenila tloris pravokotnega prostora v bolj prosto oblikovano okolje. Večino tega opisuje Vitruvij v svojem delu De Architectura, ki ga je pisal v 1. stoletju.
Čeprav je bil beton v manjši meri že uporabljen v Mezopotamiji, so rimski arhitekti izpopolnili rimski beton in ga uporabili v stavbah, kjer za podporo, ki bi lahko nosila veliko težo. Prva uporaba betona s strani Rimljanov je bila v mestu Cosa po letu 273 pr. n. št. Stari rimski beton je mešanica apnene malte, agregata,  pozzolane, vulkanskega peska iz peščenih sedimentov v kraju Pozzuoli, vode in kamnov ter je bil močnejši od predhodno uporabljenih betonov. Antični gradbeniki so te sestavine postavili v lesene okvirje, kjer so se strdili in povezali s kamni ali (bolj pogosto) opeko. Uporabljeni agregati so bili pogosto veliko večji kot v sodobnem betonu, kar je bilo ruševin.
Ko je bil okvir odstranjen, je bila nova stena zelo močna, z grobo površino opeke ali kamnov. To površino je mogoče obdelati s privlačnim štukom ali obložiti s tanko ploščo iz marmorja ali drugih barvnih kamnov. Betonska konstrukcija se je izkazala kot bolj prožna in cenejša od gradnje trdnih kamnitih stavb. Material je bil na voljo in ni bil težek za prevoz. Leseni okvirji so se lahko uporabljali več kot enkrat, kar je omogočalo gradbenikom, da so delali hitro in učinkovito. Beton je najpomembnejši rimski prispevek sodobni arhitekturi.

## Oblikovanje mest
Stari Rimljani so uporabili redne pravokotne strukture, na katerih so oblikovali svoje kolonije. Verjetno so bili navdihnjeni z grškimi in helenističnimi primeri ter pravilno načrtovanimi mesti, ki so jih zgradili Etruščani v Italiji.
Rimljani so uporabili utrjeno shemo urbanističnega načrtovanja, ki je bila razvita za vojaško obrambo in civilno udobje. Osnovni načrt je bil sestavljen iz osrednjega foruma z mestnimi službami, obkrožen s kompaktno, pravokotno mrežo ulic in obdan v obzidje za obrambo. Za zmanjšanje časa potovanja sta dve diagonalni ulici prečkali kvadratno mrežo, in sta prečkali osrednji trg. Po mestu je navadno tekla reka, ki je zagotavljala vodo, prevoz in odstranjevanje odplak. Rimljani so zgradili na stotine mest v celotnem imperiju. Mnoga evropska mesta, kot je Torino, ohranjajo ostanke teh shem, ki kažejo na zelo logičen način, kako so Rimljani oblikovali svoja mesta. Uličice so postavili pod pravimi koti, v obliki kvadratne mreže. Vse ceste so bile enake po širini in dolžini, razen dveh, ki sta bili nekoliko širši od ostalih. Ena od obeh je potekala v smeri vzhod-zahod, druga, sever-jug in sta se križali v sredini mreže. Vse ceste so bile izdelane iz skrbno nameščenih kamnov in napolnjene z manjšimi, trdo vstavljenimi kamni in drobirjem. Po potrebi so bili zgrajeni mostovi. Vsak kvadrat, označen s štirimi cestami, se je imenoval insula, rimski ekvivalent sodobnega mestnega kvarta.
Vsaka insula je imela stranico kvadrata 73 m, z zemljo v njej razdeljeno. Kot se je mesto razvijalo, se je vsaka insula sčasoma napolnila s stavbami različnih oblik in velikosti ter dostopnimi ulicami. Večina insul je bila dana prvim naseljencem rimskega mesta, vendar je vsaka oseba morala plačati za izgradnjo lastne hiše.
Mesto je obkrožalo obzidje, da bi ga zaščitili pred napadalci in označili mestne meje. Območja zunaj meja mesta so ostala odprta kot kmetijska zemljišča. Na koncu vsake glavne ceste je bil velik prehod- vrata s stražnicami. Dvižna vrata ali portcullis je zapiral odprtino, kjer je bilo mesto odprto pred napadi. Poleg mestnih zidov so bile postavljene tudi dodatne stražnice. Vodovod je bil zgrajen zunaj mestnega obzidja.
Razvoj grške in rimske urbanizacije je relativno dobro znan, saj obstaja relativno veliko pisnih virov. Tej temi so raziskovalci posvetili veliko pozornost, saj so Rimljani in Grki na splošno znani kot glavni predniki sodobne zahodne kulture. Ne smemo pa pozabiti, da so imeli tudi Etruščani številna mesta in so bile tudi druge kulture z bolj ali manj mestnimi naselji v Evropi, predvsem keltskega porekla.

## Tipi zgradb

### Amfiteater
Amfiteater je bil, poleg triumfalnega loka in bazilike, edini večji nov tip stavbe, ki so ga razvili Rimljani. Nekatere od najbolj impresivnih stavb na svetu so prav amfiteatri, od katerih jih je več kot 200 znanih in veliko dobro ohranjenih, kot je v Arlesu, pa tudi njegov prednik, Kolosej v Rimu. Uporabili so jih za gladiatorska tekmovanja, javne prireditve, javne sestanke in bikoborbe, katerih tradicija je še vedno ohranjena v Španiji. Njihova tipična oblika, funkcije in ime se razlikujejo od rimskih gledališč, ki so bolj ali manj polkrožne oblike in cirkusa (podobno kot hipodrom), katerih daljša stranica je bila zasnovana predvsem za dirke s konji ali kočijami in iz manjših stadijev, ki so bili zasnovani predvsem za atletiko in igre z žogo.
Najstarejši rimski amfiteatri so iz sredine 1. stoletja pred našim štetjem, večina pa je bila zgrajena pod cesarsko vlado, od avgustovskega obdobja (od 27. do 14. stoletja). Imperialni amfiteatri so bili zgrajeni po celotnem rimskem cesarstvu. Največji so lahko sprejeli od 40.000 do 60.000 gledalcev, najboljši pa so bili večnadstropni, z arkadnimi fasadami in okrašeni z marmorjem, štukom in kipi. Po koncu gladiatorskih iger v 5. stoletju in živalskih pobojev v 6. stoletju je večina amfiteatrov propadala, njihov material pa so uporabili drugje. Nekateri so bili uničeni, nekateri spremenjeni v utrdbe. Nekaj se jih je ohranilo kot priročno mesto za srečanja, v nekaterih od njih so bile postavljene cerkve. 
Arhitekturno so običajno primer rimske uporabe klasičnih redov za okras velikih betonskih sten, ki so prebodene v intervalih, kjer stebri ničesar ne podpirajo. Estetsko pa je bila formula uspešna.

#### Flavijev amfiteater
Gradnja Flavijevega amfiteatra je povezana z rodbino Flavijcev. Stoji na kraju, kjer je v parku Neronove Zlate hiše (Domus Aurea) za cesarjevo zabavo bilo umetno jezero. Je največji, kar jih je bilo zgrajenih. Ime Kolosej je dobil zaradi kolosalnega Neronovega kipa, ki naj bi stal na njegovem mestu. Zgrajen je bil za vsakovrstne prireditve, kot so boji gladiatorjev in gledališke prireditve. Elipsaste oblike je zaradi prostornosti, hoteli so narediti za največ ljudi kar je možno. V dolžino meri 188 m, v širino pa 156 m, sama arena pa meri 86 metrov v dolžino in 54 v širino. Visok je 48,5 metra.

### Bazilka
Rimska bazilika je bila velika javna stavba, v kateri bi lahko poslovali ali izvajali pravne posle. Običajno so magistri, ki so se ukvarjali z drugimi uradnimi ceremonijami, imeli veliko funkcij sodobne mestne hiše. Prve bazilike niso imele nobene verske funkcije. Že v času Avgusta je bila javna bazilika mesto za transakcijo poslovanja del vsakega naselja, ki se je štelo za mesto, in se je uporabljala na enak način kot poznejše srednjeveške pokrite tržne hiše v severni Evropi, kjer je bila sejna soba zaradi pomanjkanja urbanega prostora, postavljena nad arkadami. Čeprav je bila njihova oblika spremenljiva, so bazilike pogosto vsebovale notranje kolonade, ki so razdelile prostor v ladje ali arkadne prostore na eni ali na obeh straneh, z apsido na enem koncu (ali manj pogosto na obeh koncih), kjer so sedeli sodniki, pogosto na rahlo dvignjenem podiju. Osrednja ladja je bil široka in višja od stranskih, tako da je svetloba lahko prodrla skozi okna svetlobnega nadstropja.
Najstarejša znana bazilika, bazilika Porcia, je bila zgrajena v Rimu leta 184 pr. n. št., ki jo je postavil Kato starejši v času, ko je bil cenzor. Drugi zgodnji primer je bazilika pri Pompejih (pozno 2. stoletje pr. n. št.). Po tem, ko je krščanstvo postala uradna vera, je bila oblika bazilike najprimernejša za prve velike javne cerkve.

### Cirkus
Rimski cirkus je bil velik prostor na prostem, ki se je uporabljal za javne prireditve v starodavnem rimskem cesarstvu. Cirkusi so bili podobni starodavnim grškim hipodromom, čeprav so služili različnim namenom in so se razlikovali po zasnovi in konstrukciji. Bili so ena glavnih zabaviščnih prostorov v tedanjem času. Cirkusi so bili prizorišča za tekmovanja kočij, konjskih dirk in predstav, ko so obeležili pomembne dogodke v cesarstvu. Za dogodke, ki so vključevali ponovitve pomorskih bitk, je bil cirkus poplavljen z vodo.
Igralni prostor rimskega cirkusa je bil navkljub navadnemu pravokotniku dveh linearnih odsekov dirkalne steze, ki je bil ločen z vmesnim pasom, ki je potekal vzdolž dolžine približno dve tretjini steze, na enem koncu spojen s polkrožnim odsekom in na drugi strani nedodelan del poti zaprt (v večini primerov) z značilnimi začetnimi vrati, znani kot carceres, s čimer se ustvari povezava za dirkanje.

### Forum
Forum je bil osrednji javni odprt prostor v rimskem municipiumu ali kateri koli civitas, ki se je uporabljal predvsem kot tržnica, skupaj z zgradbami, ki so se uporabljale za trgovine in za stoe. Veliko forumov je bilo zgrajeno na oddaljenih lokacijah vzdolž ceste za potrebe sodnika, in v tem primeru je bil forum edino naselje na tem mestu in je imel svoje ime, kot sta Forum Popili ali Forum Livi. 
V letih republike je Avgust trdil, da je »mesto našel v opeki in ga pustil v marmorju« . Seveda je to bilo pretiravanje, a je treba povedati da je bila poraba marmorja na rimskem forumu od 63 B.C.E naprej velika. Med vladavino Avgusta je bil forum »večji in bolj svoboden prostor, kot je bil Forum v imperialnih časih« . Nadaljnje spremembe so se začele ob prihodu Julija Cezarja, ki je pripravil obsežne načrte za trgovsko vozlišče. Čeprav je Cezarjeva smrt prišla prezgodaj, so se sami ideji, kot tudi Avgustove v zvezi z Forumom izkazale za najbolj vplivne za prihodnja leta. Walter Dennison v Rimski forum kot ga je videl Cicero, piše, da »je preusmeritev javnih podjetij na večje in čudovite cesarske forume, postavljene v okolici, vodila k splošnemu oblikovanju Foruma Romanum«.
Vsako mesto je imelo vsaj en forum različnih velikosti. Poleg svoje standardne funkcije kot tržnice je bil forum zbirališče velikega družbenega pomena in pogosto prizorišče različnih dejavnosti, vključno s političnimi razgovori in razpravami, srečanji, sestanki, itd. Najbolj znan primer je Rimski forum.
V novih rimskih mestih je bil forum navadno na križišču obeh glavnih cest (cardo in decumanus). Vsi forumi so imeli na severu Jupitrov tempelj in tudi druge templje, pa tudi baziliko, tabela javnih uteži in mere, tako da bi si kupci na trgu lahko zagotovili, da se prodaja ustrezno blago, pogosto so bila v bližini tudi kopališča.

### Horreum
Horreum je bil pogost tip javnega skladišča, ki se je uporabljal v starodavnem rimskem obdobju. Čeprav je latinsko ime pogosto uporabljeno za označevanje kašč, so bili rimski horrea uporabljeni za shranjevanje številnih drugih vrst potrošnega materiala; velik Horrea Galbae v Rimu ni bil uporabljen le za shranjevanje žita, ampak tudi za oljčno olje, vino, živila, oblačila in celo marmor. Do konca cesarskega obdobja je bilo v mestu Rimu na razpolago skoraj 300 takih skladišč, da bi izpolnil vse zahteve. Največji so bili ogromni, tudi po sodobnih standardih; Horrea Galbae je vseboval samo 140 sob v pritličju, ki je obsegala približno 21.000 m². 
Prvi so bili zgrajeni v Rimu proti koncu 2. stoletja pr. n. št., [38] s prvim znanim javnim horreumom, ki ga je zgradil tribun, Gaius Gracchus leta 123 pr. n. št. Beseda se je začela uporabljati za katero koli mesto, namenjeno varovanju blaga. Za vinsko klet se je pogosto uporabljal izraz horrea subterranea, lahko pa tudi za mesto shranjevanja umetniških del  ali celo za knjižnico . Nekatere javne horrea so delovale nekoliko podobno bankam, kjer je bilo mogoče shraniti dragocene predmete, najpomembnejši razred horrea pa so bili tisti, kjer so bila živila, kot so žitarice in oljčno olje in jih je shranjevala in distribuirala država. 
Za besedo samo je mišljeno, da ima jezikoslovne korenine, povezane z besedo hordeum, ki v latinščini pomeni 'ječmen' . V Johns Hopkin's University Press, Classical Weekly navajajo, da »Plinij starejši dejansko razlikuje med obema besedama. Opisuje horreum kot strukturo iz opeke, katere stene niso debele manj kot tri čevlje; ni imela oken ali odprtina za prezračevanje« . Poleg tega bi skladiščih hranili tudi olje in vino ter uporabljali tudi velike posode, ki bi lahko služile kot skrivališče za velike količine izdelkov. Tudi ta skladišča so bila uporabljena kot hiša, ki je imela velike zneske denarja in so bila uporabljena kot osebne enote podobno kot danes: »Ti horrea so bili razdeljeni tako da bi lahko najeli le toliko prostora, kot ste ga želeli, celo sobo (cela), omarico (armarium) ali samo košaro ali močno škatlo (arca, arcula, lokus, loculus)«.

### Insula
Večstanovanjski večnadstropni bloki, imenovani insulae, so poskrbeli za vrsto stanovanjskih potreb. Najcenejše sobe so bile na vrhu zaradi nezmožnosti pobega v primeru požara in pomanjkanja vodovodne vode. Okna so bila večinoma majhna, obrnjena proti ulici, z železnimi varnostnimi palicami. Insule so bile pogosto nevarne, nezdrave in nagnjeni k požarom zaradi prenatrpanosti in nesrečnih kuhalnih naprav. V rimskem pristanišču mesta Ostia so primeri, ki segajo v obdobje Trajana, vendar se zdi, da so bili najdeni le v Rimu in na nekaj drugih krajih. Drugi pisci poročajo kot o nekaj izjemnega, toda Livij in Vitruvij se sklicujeta nanje v Rimu. Zunanje stene so bile v Opus Reticulatum in notranjost v Opus Incertum, ki bi bila nato ometana in včasih poslikana.
Za osvetlitev majhnih temnih prostorov so si najemniki lahko privoščili določeno stopnjo barvnih slik na stenah. Ugotovili so primere prizorišč džungle z divjimi živalmi in eksotičnimi rastlinami. Včasih so naslikali imitacijo oken (Trompe l'oeil), da bi bile sobe manj omejene.
Stari Rim je imel izpopolnjene in luksuzne hiše v lasti elite. Povprečna hiša ali mestno stanovanje običajnega meščana ali plebejca ni imela veliko luksuznih izdelkov. Domus ali enodružinsko bivališče je bilo le za dobro počutje v Rimu, večina je imela postavljeno zaprto enoto, ki je bila sestavljena iz ene ali dveh sob. Med letoma 312 in 315 n. št. je imel Rim 1781 domusov in 44.850 insul.
Insule so bile predmet velikih razprav med zgodovinarji rimske kulture, ki opredeljujejo različne pomene te besede. Insula je bila beseda, ki se je uporablja za opis stanovanjskih zgradb ali samih apartmajev, kar pomeni stanovanje ali naseljeno sobo, ki dokazuje, kako so bili majhni apartmaji za plebs. Urbane divizije so bile prvotno ulični bloki, kasneje pa so se začeli deliti na manjše enote. Insula je vsebovala cenacula, tabernae, skladiščne prostore pod stopnicami in v pritličju delavnice in trgovine. Druga vrsta stanovanjske enote za plebs je bila cenaculum, stanovanje, razdeljeno na tri posamezne sobe: kubikulum, exedra in medianum. Rimski apartmaji so bili v glavnem množice manjših in večjih struktur, mnogi z ozkimi balkoni, ki predstavljajo skrivnosti o njihovi uporabi, nimajo nobenih vrat za dostop do njih, in jim ni bilo do pretirane dekoracije in prikazovanja bogastva, ki so jih hiše aristokratov vsebovale. Razkošje v hišah ni bilo običajno, saj se življenje povprečne osebe ni odvijalo v njihovih hišah, namesto tega so odšli v javno kopališče in se ukvarjali z drugimi komunalnimi dejavnostmi.

### Svetilnik
Main article: Roman lighthouse
Številni svetilniki so bili zgrajeni okoli Sredozemlja in obale cesarstva, vključno s Herkulovim stolpom v A Coruñi v severni Španiji, struktura, ki je ohranjena do danes. Manjši svetilnik v Dovru v Angliji obstaja do približno polovice višine izvirnika. Svetlobo bi zagotovljali z ognjem na vrhu konstrukcije.

### Terme
Vso rimsko mesto je imelo vsaj ene thermae, kopališče, priljubljen objekt za javno kopanje, vadbo in druženje. Vadba je lahko vključevala rokoborbo in dviganje uteži, pa tudi kopanje. Kopanje je bilo pomemben del rimskega dneva, kjer bi lahko porabili nekaj ur, po zelo nizkih cenah, ki jih je subvencionirala vlada. Bogate Rimljane so pogosto spremljali en ali več sužnjev, ki so opravljali vse zahtevane naloge, kot so prinašanje osvežitve, varovanje dragocenosti, nudenje brisač in na koncu uporabili oljčno olje na svojih telesih, ki so ga potem strgali s strigili, strgali iz lesa ali kosti. Rimljani se niso umivali z milom in vodo, kot to počnemo zdaj.
Rimska kopališča so bila na voljo tudi v zasebnih vilah, mestnih hišah in utrdbah. Običajno so dobivali vodo iz sosednje reke ali potoka ali z akvaduktom. Vitruvij v De Architecturi razpravlja o oblikovanju term.

### Templji
Rimski templji so bili med najpomembnejšimi in najbogatejšimi stavbami v rimski kulturi, čeprav jih je le nekaj bolj ali manj ohranjenih. Njihova gradnja in vzdrževanje sta bila pomemben del antične rimske vere, vsa mesta pa so imela vsaj en glavni tempelj, pa tudi manjša svetišča. Glavna soba (cela) je imela kultno podobo božanstva, kateremu je bil namenjen tempelj in pogosto majhen oltar za kadilo ali libacije. Za celo je bila soba ali sobe, ki so jih uporabljali varuhi templja za shranjevanje opreme in daril.
Nekateri ostanki rimskih templjev so ohranjeni predvsem v samem Rimu, vendar je bilo relativno malo skoraj popolnih primerov pretvorjenih v krščanske cerkve (in včasih kasneje v mošeje), po navadi precej časa po začetnem zmagoslavju krščanstva pod Konstantinom. Upad rimske vere je bil relativno počasen, vlada pa ni prepovedala templjev do dekreta cesarja Honorija leta 415. Nekateri najstarejši ohranjeni templji so: Tempelj Hercules Victor (sredi 2. stoletja pr. n. št.) in Tempelj Portunus (120-80 pr. n. št.), ki stojita v okviru Foruma Boariuma.
Oblika rimskega templja je bila večinoma izpeljana iz etruščanskega modela, vendar z grškimi slogi. Rimski templji so poudarili sprednjo stran zgradbe, ki je sledila grškim modelom templjev in je običajno sestavljena iz širokih stopnic, ki so pripeljale do portika s stebri, pronaosom in navadno trikotnim pedimentom, nad katerim so bili kipci v najbolj veličastnih primerih; pogosto v terakoti manj v kamnu in noben primer ni ohranjen razen kot fragmenti. Za razliko od grških modelov, ki so na splošno enakopravno obravnavali vse strani templja, sta lahko stranici in zadnji del rimskih templjev v veliki meri neurejeni (kot v Panteonu v Rimu in Vicu), nedostopni po stopnicah (kot v Maison Carrée in Vic) in celo kot zadnja stran druge stavbe. Tako kot v Maison Carrée so stebri ob strani lahko pol stebri, ki izhajajo iz zidu.  Ploščad na kateri je sedel tempelj, je bila običajno zvišana z deset ali dvanajst ali več stopnicami, ne pa tremi značilnimi v grških templjih; Klavdijev tempelj je bil dvignjen dvajset stopnic. Bile le spredaj in običajno ne na celotni širini.
Grški klasični redi v vseh svojih podrobnostih so bili pozorno upoštevani v fasadah templjev, kot v drugih prestižnih stavbah. Vendar idealizirane razsežnosti med različnimi elementi, ki jih je postavil edini pomemben rimski pisatelj o arhitekturi, Vitruvij in kasnejši italijanski renesančni pisci, ne odražajo dejanske rimske prakse, ki bi lahko bila zelo spremenljiva, čeprav vedno usmerjena v ravnovesje in harmonijo. Po helenističnem trendu so bili korintski red in njegova varianta kompozitni red najpogostejši pri ohranjenih rimskih templjih, za manjše pa je bilo mogoče uporabiti preprost toskanski red.
V slogu je prišlo do velikih lokalnih sprememb, saj so rimski arhitekti pogosto poskušali vključiti elemente, ki jih je prebivalstvo pričakovalo v svoji cerkveni arhitekturi. To je bilo zlasti v Egiptu in na Bližnjem vzhodu, kjer so bile različne tradicije velikih kamnitih templjev že tisočletja stare. Rimsko-keltski tempelj je bil preprost v zahodnem cesarstvu in daleč najpogostejši tip v rimski Britaniji. Pogosto ni imel nobenih značilnih klasičnih značilnosti in bi lahko imel precejšnjo kontinuiteto s predrimskimi templji keltske vere.

### Gledališče
Rimska gledališča so bila zgrajena po vsem cesarstvu od Španije do Bližnjega vzhoda. Zaradi sposobnosti Rimljanov, da so vplivali na lokalno arhitekturo, vidimo številna gledališča z edinstveno rimskimi atributi.
Te stavbe so bile polkrožne in so imele določene arhitekturne strukture, z manjšimi razlikami glede na regijo, v kateri so bile zgrajene. Scaenae frons je bila visoka hrbtna stena za odrom, ki so jo podpirali stebri. Proscaenium je bila stena, ki je podpirala sprednji rob odra z obrobno okrašenimi nišami na straneh. Vidi se helenistični vpliv. Rimsko gledališče je imelo tudi podium, ploščad, ki je včasih podpirala stebre scaenae frons. Scaenae prvotno ni bila del stavbe same, zgrajena samo, da bi zagotovila zadostno ozadje za igralce. Sčasoma je postala del objekta, izdelana iz betona. Gledališče je bilo razdeljeno na oder (orkester) in sedeže (avditorij). Vomitorium ali vhodi in izhodi so bili namenjeni publiki.

### Vile
Rimska vila je bila hiša, zgrajena za zgornji razred, domus pa je bila bogata družinska hiša v mestu. Imperij je vseboval veliko vrst vil, ne vse pa so bile bogato okrašene z mozaičnimi tlemi in freskami. V provincah so sodobni učenjaki katero koli državno stavbo z nekaterimi dekorativnimi značilnostmi v rimskem slogu običajno imenovali »vila«. Nekatere so bile razkošne palače, kot na primer Hadrijanova vila v Tivoliju, ki so stale v hladnejših hribih, lahko dostopne Rimu ali podobna Vila papirusov v Herkulaneju - na slikovitem mestu s pogledom na Neapeljski zaliv. Nekatere vile so bile bolj podobne podeželskim hišam Anglije ali Poljske, vidni sedež moči lokalnega mogotca, kot je znamenita Fishbournska rimska palača |palača]], ki je bila ponovno odkrita v Fishbournu v Sussexu.
Znane so tudi primestne vile, kot so srednje in pozne republikanske vile, ki so posegale v Marsovo polje (Campus Martius), takrat na robu Rima in ki jih je mogoče videti tudi zunaj mestnih zidov Pompejev, vključno z vilo misterijev, znano po svojih freskah. Te zgodnje primestne vile, kot je ena v rimskem Auditoriumu [54] ali v Grottarossa v Rimu, prikazujejo starost in dediščino vile suburbane v osrednji Italiji. Možno je, da so bile te zgodnje primestne vile pravzaprav tudi sedeži moči (morda celo palače) regionalnih mogočnikov ali vodij pomembnih družin (gentes).
Tretja vrsta vil je zagotovila organizacijsko središče velikih kmetijskih posestev, imenovanih latifundium; takšnim vilam morda manjka luksuz. Do 4. stoletja bi villa lahko pomenila kmetijsko posestvo ali gospodarstvo: sveti Hieronim je prevedel Evangelij po Marku (xiv, 32) chorion, ki opisuje oljčni nasad Getsemani z vilo, brez sklepanja, da so sploh obstajala stanovanja (Katoliška enciklopedija »Gethsemane«).
Z veličastno Dioklecijanovo palačo, zgrajeno na podeželju, kasneje pretvorjeno v utrjeno mesto, se pojavi oblika stanovanjskega gradu, ki napoveduje srednji vek.

### Vodni mlini
Zdi se, da je začetni izum vodnega mlina nastal v heleniziranem vzhodnem Sredozemlju po osvajanju Aleksandra Velikega in vzponu helenistične znanosti in tehnologije.  V poznejši rimski dobi je bila uporaba vodne energije raznolika, uvedene so bile različne vrste vodnih mlinov. Ti vključujejo vse tri različice navpičnega vodnega kolesa in vodoravno vodno kolo. Poleg glavne uporabe za mletju moke, je bila tudi vodna moč uporabljena za mlatenje zrnja, drobljenje rude, žaganje kamnov in morebiti polnjenje in meh za železne peči

## Dekorativne strukture

### Monoliti
V arhitekturi je monolit struktura, ki je bila izkopana kot enota iz okoliškega materiala ali izkrčitve kamnine. Monolite najdemo v vseh vrstah rimskih stavb. Bili so bodisi: bilo so izkopani kamni, ne da bi jih premaknili ali izkopani in premaknjeni ali izkopani, premaknjeni in dvignjeni od tal v nov položaj (na primer arhitrav) ali izkopani, premaknjeni in postavljeni v pokončen položaj (npr. steber).
Prevoz je potekal po kopnem ali vodi (ali kombinaciji obeh), v slednjem primeru pogosto s posebnimi ladjami, kot so ploščadi za obelisk. Pri dviganju so bila od leta 515 pr. n. št. uporabljeni antični žerjavi (latinsko magna rota), kot pri gradnji Trajanovega stebra. 

### Obeliski
Obelisk je visok, štiristranski, ozek koničasti spomenik, ki se na vrhu konča v obliki piramide. Te so prvotno imenovali tekhenu po graditeljih starih Egipčanih. Grki so jih opisali z grško besedo obeliskos, ki je prešla v latinščino in v druge jezike. Rimljani so naročali obeliske v starodavnem egipčanskem slogu. Primeri so:
- Obelisk v Arlesu, Francija, na Place de la République, obelisk rimskega izvora iz 4. stoletja.
- Benevento, Italija - trije rimski obeliski.
- München - obelisk Tita Sexta Africana, Staatliches Museum Ägyptischer Kunst, Kunstareal, 1. stoletje, 5,80 m.
- Rim - v Rimu je pet starih rimskih obeliskov.

### Rimski vrtovi
Na rimske vrtove so vplivale egipčanske, perzijske in grške vrtnarske tehnike. V antičnem Laciju je bil del vsake kmetije vrt. Po mnenju Kata starejšega je moral biti vsak vrt blizu hiše in bi moral imeti cvetlične grede in okrasna drevesa. Horacij je zapisal, da so cvetoči vrtovi v svojem času postali nacionalna razvada.
Vrtovi niso bili rezervirani za izredno bogate. Izkopi v Pompejih kažejo, da so bili vrtovi, ki so povezani z rezidencami, zmanjšani, da bi zadovoljili prostorske omejitve doma povprečnega rimskega prebivalca. V rimskih naseljih v Afriki, Galiji in Britaniji so bile sprejete spremenjene različice rimskih vrtnih modelov. Ko so mestne hiše nadomestile slog insule (stanovanjske stavbe), so bili ti urbani vrtovi nadomeščeni z okenskimi zaboji ali strešnimi vrtovi.

### Slavoloki
Slavolok ali triumfalni lok je monumentalna struktura v obliki loka z enim ali več obokanimi prehodi, pogosto zasnovana tako, da prečka cesto. Izvor rimskega triumfalnega loka ni jasen. Predhodniki so bili triumfalni loki na območju kasnejšega rimskega sveta; v Italiji so Etruščani v svojih mestih uporabili razkošno urejene enojne banjaste loke kot vrata ali portale. Ohranjeni primeri etruščanskih lokov so še vedno vidni v Perugii in Volterri. Dva ključna elementa triumfalnega loka - polkrožen lok in pravokotno ogredje - sta se že dolgo uporabljala kot ločena arhitekturna elementa v starodavni Grčiji.
Inovacija Rimljanov je bila uporaba teh elementov v eni samostojni strukturi. Stebri so postali povsem dekorativni elementi na zunanji strani loka, medtem ko je ogredje, osvobojeno vloge stavbne podpore, postalo okvir za državljanska in verska sporočila, ki so jih želeli graditelji loka povedati. Malo je znano, kako so Rimljani gledali na triumfalne loke. Plinij starejši, ki je pisal v 1. stoletju, je bil edini starodavni avtor, ki je razpravljal o njih. Napisal je, da naj bi bili »postavljeni nad navadnim svetom« podoba častne osebe, ki je navadno prikazana v obliki kipa s kvadrigo.
Prve opisani rimski triumfalni loki so bili zgrajeni v času rimske republike. Generali, ki jim je bil namenjen rimski triumf, so se imenovali triumfatorji in bi jim postavili loke ali častne loke s kipi, da bi spominjali na njihove zmage. Rimski triumfalni obredi so se na začetku cesarskega obdobja znatno spremenili, ko je prvi rimski cesar Avgust odredil, da bodo dobili slavoloke samo cesarji. Triumfalni lok se je tako spremenil iz osebnega spomenika, v propagandističnega in je služil za objavo in promocijo vladarja in zakonov države. Loki niso bili nujno zgrajeni kot vhodi, ampak - za razliko od številnih sodobnih slavolokov - so bili pogosto postavljeni na cestah in so bili namenjeni prehodu skozi, ne pa okoli.
Večina rimskih triumfalnih lokov je bila zgrajena v cesarskem obdobju. Do 4. stoletja je bilo v Rimu 36 takšnih lokov, od katerih so ohranjeni trije – Titov slavolok (leta 81), slavolok Septimija Severa (203-205) in Konstantinov slavolok (312). Številni loki so bili zgrajeni drugje po Rimskem cesarstvu. En sam lok je bil najpogostejši, vendar so bili zgrajeni tudi številni trojni loki, od katerih je slavolok v Orange (okoli leta 21) najzgodnejši primer. V 2. stoletju so bili zgrajeni številni primeri arcus quadrifrons - kvadratni slavoloki, ki so bili postavljeni na razpotju, z obokanimi odprtinami na vseh štirih straneh - še posebej v severni Afriki. Nadgradnja v Rimu in Italiji se je po obdobju Trajana (98-117) zmanjšala, vendar je bila v provincah v 2. in 3. stoletju še naprej razširjena; pogosto so jih postavili v spomin na cesarske obiske.
Namen okrasja loka je bil stalen vizualni opomnik zmage in triumphator. Fasada je bila okrašena z marmornatimi stebri ter s slopi in atiko z dekorativnimi venci. Izklesane plošče so prikazovale zmage in dosežke, dejanja zmagoslavja, zajeto orožje sovražnika ali triumfalno procesijo. Spandreli so navadno prikazovali krilate Viktorije, medtem ko je bila atika pogosto vpisana s poimenovanjem in pohvalo triumfatorja. Stebri in notranji prehodi so bili okrašeni z reliefi in samostojnimi skulpturami. Obok je bil okrašen s kasetami. Na nekaterih slavolokih so bili kipi ali currus triumphalis, skupina kipov, ki so predstavljali cesarja ali generala v kvadrigi. 
Napisi na rimskih triumfalnih lokih so bili umetniška dela zase, z zelo fino gravuro, včasih s pozlačenimi črkami. Oblika vsake črke in razmik med njimi je bila skrbno zasnovana za največjo jasnost in preprostost, brez dekorativnega okrasa, s poudarkom na rimskem okusu za zadrževanje in red. Zamisel o tem, kar je kasneje postala umetnost tipografije, ostaja temeljnega pomena do današnjega dne.

## Infrastruktura

### Ceste
Rimske ceste so bile ključnega pomena za vzdrževanje in razvoj rimske države in so se gradile že od okoli 500 pr. n. št. skozi širitev in konsolidacijo rimske republike in rimskega cesarstva. Zagotavljale so učinkovita sredstva za kopensko vojsko, uradnike in civiliste ter notranji prevoz uradnih sporočil in trgovskih dobrin. Na vrhuncu razvoja Rima je iz prestolnice izšlo 29 velikih vojaških cest, 113 provinc pa je bilo povezanih s 372 odličnimi cestnimi povezavami.  Rimski cestni graditelji so sicer uporabljali predpise za širino cest, vendar so bile dejanske širine izmerjene med 1,1 m in več kot 7,0 m. Danes beton izpada iz prostorov okrog kamnov, kar daje vtis zelo neravne ceste, toda prvotna praksa je bila izdelava površine, ki je bila brez dvoma precej bližje ravnemu.

### Akvadukt
Rimljani so zgradili številne akvadukte, da bi v svoja mesta pripeljali vodo iz oddaljenih virov in jo zagotavljali za javna kopališča, latrine, fontane in zasebna gospodinjstva. Odpadne vode so odstranjevali s kompleksnimi kanalizacijskimi sistemi in jih sproščali v bližnja vodna telesa, zato so bila mesta čista in brez odplak. Akvadukti so zagotovili tudi vodo za rudarstvo, mline, kmetije in vrtove.
Akvadukti so prevajali vodo samo z gravitacijo, zgrajeni z rahlim naklonom, v kamnitih, opečnatih ali betonskih kanalih. Večina jih je bila zakopana pod zemljo in je sledila terenu; oviram vrhov so se izogibali ali, manj pogosto, zgradili predor. Premostitve dolin ali rek so potekale na mostu ali je bila voda speljana v visokotlačne svinčene, keramične ali kamnite cevi kot sifon. Večina vodovodnih sistemov je imelo sedimentacijske cisterne, zapornice in razdelilne posode za regulacijo oskrbe po potrebi.
Prvi rimski vodovod je pripeljal vodo v vodnjak na mestnem trgu goveda. Do 3. stoletja našega štetja je bilo v mestu enajst akvaduktov, ki so oskrbovali več kot milijon prebivalcev v ektravagantnem gospodarstvu; večina vode je bila namenjena mestnim kopališčem. Mesta in občine v celotnem rimskem cesarstvu so ta model posvojila in financirali akvadukte kot objekte javnega interesa in državljanskega ponosa, »drago in nujno razkošje, lahko za vse in ne«. 
Večina rimskih akvaduktov se je izkazala za zanesljive in trajne; nekateri so bili ohranjeni še v zgodnji moderni dobi, nekateri pa so še vedno delno v uporabi. Vitruvij v svojih delih De Architectura (1. stoletje pred našim štetjem) opisuje geodetske in gradbene metode. General Frontinus podrobneje opisuje v svojem uradnem poročilu o težavah, uporabi in zlorabah javnih vodovodnih omrežij. Pomembni primeri arhitekture akvaduktov so podporni stebri  akvadukta v Segoviji in vodovodne cisterne Konstantinopla.

### Mostovi
Rimski mostovi, ki so jih zgradili stari Rimljani, so bili prvi veliki in trajni mostovi. Zgrajeni so bili iz kamna in imeli lok kot osnovno konstrukcijo. Rimljani so prvič uporabili beton tudi za mostove.
Rimski ločni mostovi so bili po navadi polkrožni, redko segmentni (kot je Puente de Mantible v Estremaduri). Prednosti segmentnega loka so bile večje odprtine, kar je omogočalo večji pretok velikih količin poplavnih vod, kar bi preprečilo, da bi most preplavilo. Na splošno so bili za rimske mostove značilni klinasti primarni kamni (voussoirs) isti po velikosti in obliki. Zgradili so mostove z enim razponom kot tudi dolge z več razponi. Njihovi mostovi iz zgodnjih obdobij imajo poplavne odprtine v stebrih, npr. v Pons Fabricius v Rimu (62 pr. n. št.), eden najstarejših še stoječih mostov na svetu. Rimski inženirji so bili prvi in vse do industrijske revolucije edini, ki so gradili mostove z betonom, ki so ga imenovali Opus cementicium. Zunanjost je bila običajno prekrita z opeko ali tufom, kot v Alcántarskem mostu.
Rimljani so uvedli v gradnjo mostov tudi segmentni lok. 330 m dolg most blizu Limyre v jugozahodni Turčiji ima 26 segmentnih lokov s povprečnim razmerjem razpona od 5,3:1, [88] ki dajejo mostu nenavadno ploščat profil, ki je več kot tisočletje neprekosljiv. Trajanov most čez Donavo je predstavljal segmentne loke z odprtinami v spandrelu iz lesa (na 40 m visokih betonskih stebrih). To naj bi bil najdaljši ločni most tisočletje, tako glede celotne kot posamezne dolžine, medtem ko je najdaljši rimski most, ki je dolg 790 m dolg Puente Romano v Méridi.

### Kanali
Rimski kanali so bili običajno večnamenske strukture, namenjene namakanju, odvodnjavanju, melioraciji, nadzoru poplav in plovbi, kjer je bilo to izvedljivo. Nekatere plovne kanale so opisali antični geografi in jih sodobna arheologija še vedno išče.
Grški inženirji so prvi uporabili zapornice za kanale, s katerimi so regulirali pretok vode v antičnem Sueškem prekopu že v 3. stoletju pred našim štetjem . Tudi Rimljani pod Trajanom so zagotovili vhod v Rdeče morje z zapornicami, medtem ko so prekop podaljšali proti jugu do višine modernega Kaira, da bi izboljšali dotok vode . Številni avtorji so navajali obstoj starih zapornic za premostitev višinskih razlik, vendar se zdi, da je vprašanje brez jasnih arheoloških dokazov trajno neodločeno.

### Zbiralniki
Sladkovodni zbiralniki so bili običajno postavljeni na odsekih glavnega akvadukta in njegovih krakih, ki so oskrbovali urbana gospodinjstva, kmetijska zemljišča, cesarske palače, terme ali pomorske baze rimske mornarice. 

### Jezovi
Gradnja jezov se je začela v zgodnjem cesarskem obdobju. V glavnem se je osredotočila na polsušna območja cesarstva in sicer v provinci Severna Afrika, na Bližnjem vzhodu in Hispaniji. Relativna številčnost španskih jezov je delno posledica intenzivnejšega terenskega dela na tem območju; za Italijo je potrjen samo jez Subiaco, ki ga je zgradil cesar Neron (54-68) za rekreativne namene. Ti jezovi so pomembni, čeprav zaradi svoje izjemne višine, ki je ostala nepremagana do poznega srednjega veka.
Najpogostejši tipi jezov so bili zemeljski jezovi ali jezovi napolnjeni s kamnom in kamniti težnostni jezovi. Ti so služili številnim namenom, kot so namakanje, poplavna kontrola, preusmeritev reke, zadrževanje tal ali kombinacija teh funkcij. Nepropustnost rimskih jezov se je povečala z uvedbo vodoodporne hidravlične malte in še posebej betona. Ti materiali so omogočili tudi izgradnjo večjih konstrukcij, kot so jez jezera Homs, morda največja vodna pregrada do danes in jez Harbaqa, oba sestavljena iz betonskega jedra.
Rimski graditelji so bili prvi, ki so spoznali stabilizacijski učinek lokov in opornikov, ki so jih vključili v svoje zasnove jezov. Prej neznani tipi jezov, ki so jih uvedli Rimljani, so bili ločni težnostni jezovi, ločni jezovi, jezovi z oporniki in kombinirane konstrukcije.

### Obrambni zidovi
Rimljani so navadno utrjevali mesta, ne pa trdnjave, vendar obstajajo nekatera utrjena taborišča, kot je devet britanskih trdnjav ob saksonski obali Notitia Dignitatum, in grad Porchester v Angliji. Mestno obzidje je bilo pomembno že v etruščanski arhitekturi. V boju za nadzor nad Italijo v zgodnji republiki pa so bila zgrajena številna druga, za kar so uporabljali različne tehnike. To so bili tesno prilegajoči masivni nepravilni poligonalni bloki, oblikovani tako, da so se prilegali točno na način, ki spominja na kasnejša inkovska dela. Rimljani so to poimenovali preprosto zidano obzidje - agger; v tem času velika višina ni bila potrebna. Servijev zid okoli Rima je bil ambiciozen projekt zgodnjega 4. stoletja pred našim štetjem. Zid je bil visok do 10 metrov, širok 3,6 metra pri temelju, 11 km dolg in je verjetno imel 16 glavnih vrat, ki so omenjena samo iz zapisov brez znanih ostankov. Nekatera so imeli fossa ali jarek spredaj in agger zadaj, kar je bilo dovolj, da bi odvrnilo Hanibala. Kasneje ga je nadomestil Avrelijanov zid, ki je obdajal razširjeno mesto in uporabljal bolj prefinjeno oblikovanje, z majhnimi utrdbami v presledkih.
Rimljani so obkrožali večja mesta na območjih, ki so se jim zdela ranljiva, pri kasnejših obrambnih delih pa so bili vključeni tudi deli mnogih starejših zidov, kot v Kordovi (2. stoletje pred našim štetjem), Chester (zemlja in les iz 70 n. št., kamen iz leta 100) in York (od leta 70). Strateški zidovi preko odprte krajine so bili precej redkejši, Hadrijanov zid (iz leta 122) in Antoninov zid (od 142, opuščen le 8 let po zaključku) sta najpomembnejša primera, oba na severu Britanskega otoka in Škotskem.

## Arhitekturni elementi

### Mozaiki
Ob vrnitvi iz pohoda v Grčijo, je general Sula prinesel tisto, kar je verjetno najbolj znani element zgodnjega cesarskega obdobja, mozaik, dekoracija iz barvitih kamnov, ki so vstavljeni v cement. To metodo je prevzelo cesarstvo v poznem 1. in v 2. stoletju in v rimskem domu pridružilo dobro znanim muralom (freskam) pri krasitvi tal, sten in jam z geometrijskimi in slikovnimi vzorci.
V grško-rimskem mozaiku sta obstajali dve glavni tehniki. 
Opus vermiculatum je uporabljala drobne tesserae - običajno kocke 4 mm ali manj in je bil izdelan v delavnicah v sorazmerno majhne plošče, pritrjene na neko začasno podporo, ki so bile nato vgrajene na mesto. Majhne kocke so omogočile zelo natančne podrobnosti in pristop k iluzionističnemu slikanju. Majhne plošče, imenovane emblemata, so bile vstavljene v stene kot poudarek večjih talnih mozaikov. 
Običajna tehnika pa je bila opus tessellatum, z uporabo večjih teser, ki so jih polagali na mestu. Značilen domači italijanski slog je bila uporaba črne na belem ozadju, kar je bilo nedvomno ceneje od popolnoma obarvanega dela.
Poseben žanr rimskega mozaika je dobil ime asaroton (iz grščine za 'neometana tla'). Predstavljal je optično iluzijo ostankov pojedine na tleh hiš. 

### Hipokavst
Hipokavst je bil antični rimski sistem talnega ogrevanja, ki se je uporabljal za ogrevanje hiš z vročim zrakom. Rimski arhitekt Vitruvij, ki je pisal ob koncu 1. stoletja pr. n. št., pripisuje izum Sergiju Orata. Številni ostanki rimskih hipokavstov so ohranjeni po vsej Evropi, zahodni Aziji in severni Afriki. Hipokavst je bil izum, ki je izboljšal higieno in življenjske razmere državljanov in je bil predhodnik sodobnega centralnega ogrevanja.
Uporabljeni so bili za ogrevanje vročih kopeli (thermae), hiš in drugih zgradb, javnih ali zasebnih. Tla so dvignili nad osnovo s stebri, imenovanimi koli ali klade, s plastjo ploščic, nato s slojem betona, nato pa s ploščicami na vrhu. Prostori, ki so tako nastali, so bili napolnjeni z vročim zrakom in dimom iz peči, prešli skozi ta zaprta območja in iz drobovja v streho, s čimer segrevali, a ne onesnažili notranjosti prostorov.

### Rimske strehe
Na Siciliji so ogrodja streh najverjetneje nastala že leta 550 pred našim štetjem. Njihov potencial je bil popolnoma realiziran v rimskem obdobju, v katerem je bilo izvedenih več kot 30 ogrodij streh, ki so prekrila pravokotne prostore monumentalnih javnih zgradb, kot so templji, bazilike in kasnejše cerkve. Takšne konstrukcije so bile trikrat širše kot najširše prejšnje stropne konstrukcije, in so jih presegle le največje rimske kupole. 
Največja streha starodavnega Rima je pokrivala prestolno sobo (Aula Regia), zgrajeno za cesarja Domicijana (81-96 n. št.) na Palatinskem hribu v Rimu. Lesena streha je imela širino 31,67 m, rahlo prekoračila nastavljeno mejo 30 m za rimske strešne konstrukcije. Strešni nosilci so dovoljevali za veliko večje razpone od starejših prekladnih sistemov in celo betonskih obokov. Devet od desetih največjih pravokotnih prostorov v rimski arhitekturi je bilo premoščenih na ta način, edina izjema je bila obokana Maksencijeva bazilika. 

### Spiralna stopnišča
Spiralno stopnišče je vrsta stopnišča, ki je bila zaradi svoje zapletene vijačne strukture, sorazmerno pozno uvedena v arhitekturo. Čeprav najstarejši primer sega v 5. stoletje pred našim štetjem, je bila vplivna zasnova Trajanovega stebra tista, ki je trajno zasedla mesto v rimski arhitekturi.
Poleg stebrov zmagovalcev v imperialnih mestih v Rimu in v Konstantinoplu so bile tudi druge vrste zgradb, kot so templji, terme, bazilike in grobnice, opremljene s spiralnim stopniščem. Njihova opazna odsotnost v stolpih Avrelijevega zidu kaže, da jih v srednjeveških gradovih, čeprav se niso uporabljali v rimskem vojaškem inženirstvu, še niso opazili. V pozni antiki so bili ločeni stopniščni stolpi zgrajeni v bližini glavnih stavb, kot v baziliki San Vitale.
Gradnja spiralnih stopnic je bila uporabljena tako v krščanski kot za islamski arhitekturi.

## Pomembne stavbe in območja

### Javne stavbe
- Trajanove terme – to so bile mogočne terme, kopališki in rekreacijski kompleks, zgrajen v antičnem Rimu od leta 104 in končane julija leta 109.
- Dioklecijanove terme – v antičnem Rimu, največje javno kopališče zgrajene v času več cesarjev
- Karakalove terme
- Kolosej
- Trajanov steber v Rimu
- Circus Maximus v Rimu
- Curia Hoslogia (senat) v Rimu
- Domus Aurea (Zlata hiša)
- Panteon
- Herkulov stolp
- Tropaeum Traiani
- Hadrijanova vila
- Veronska arena v Veroni

### Zasebna arhitektura
- Alyscamps –nekropola v Arlesu, Francija, ena najbolj znanih nekropole antičnega sveta
- Domus
- Rimske katakombe
- Rimska vila
- Pompeji in Herkulanej

### Inženirski objekti
- Rimski inženiring – Rimljani so znani po svojih naprednih inženirskih dosežkih, čeprav so nekateri njihovi izumi izboljšane starejše ideje, koncepti in izumi.
- Rimski vodni mlin

### Vojaški inženiring
- Antoninov zid, Škotska
- Hadrijanov zid
- Limes Germanicus